# اچ‌ام‌اس ساندرلند (۱۷۲۴)
اچ‌ام‌اس ساندرلند (۱۷۲۴) (به انگلیسی: HMS Sunderland (1724)) یک کشتی بود که طول آن ۱۴۴ فوت (۴۳٫۹ متر) بود.